# ترس از جا ماندن

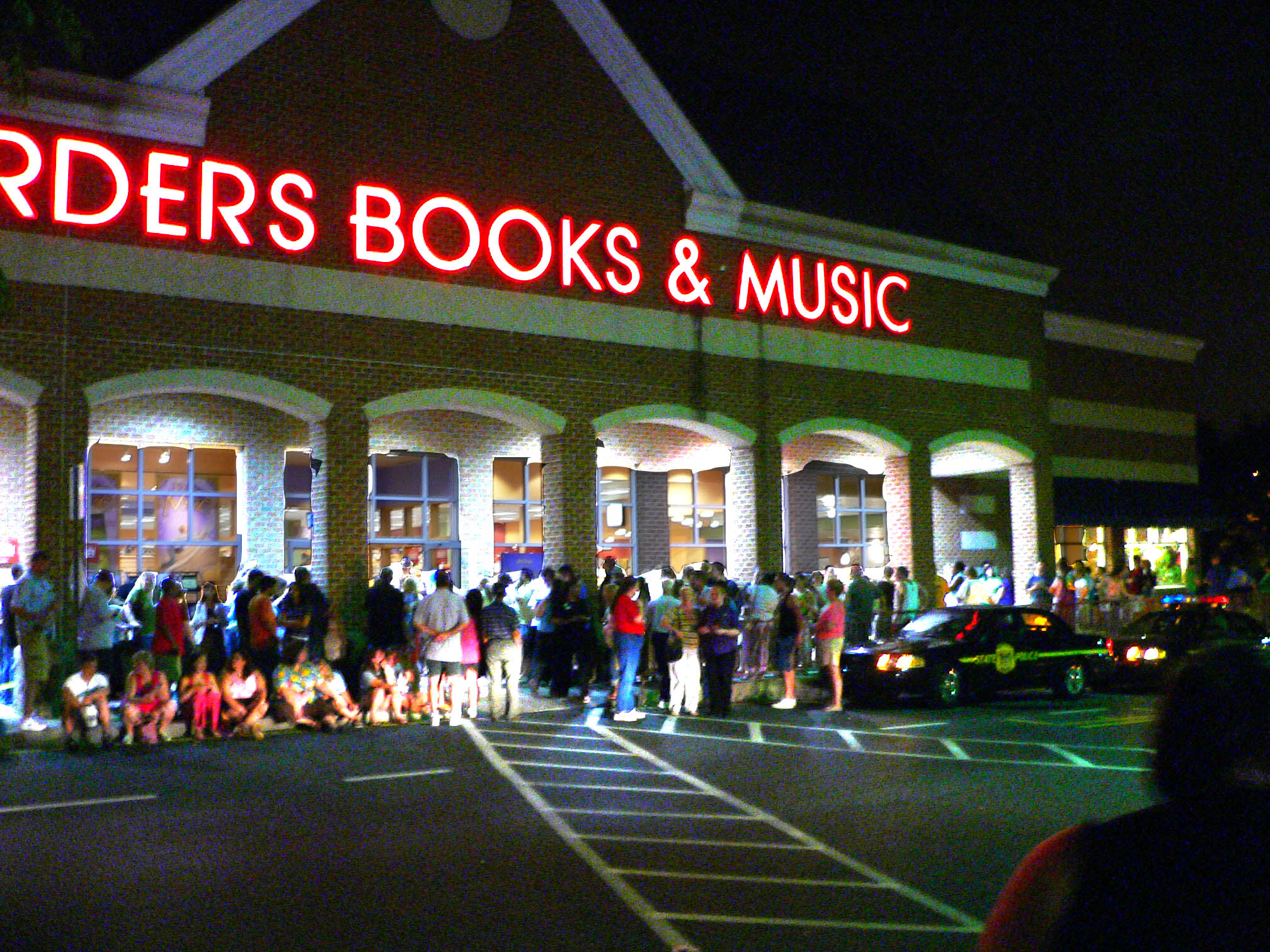
هواداران منتظر در صف یک فروشگاه Border برای انتشار هری پاتر و شاهزاده دورگه.

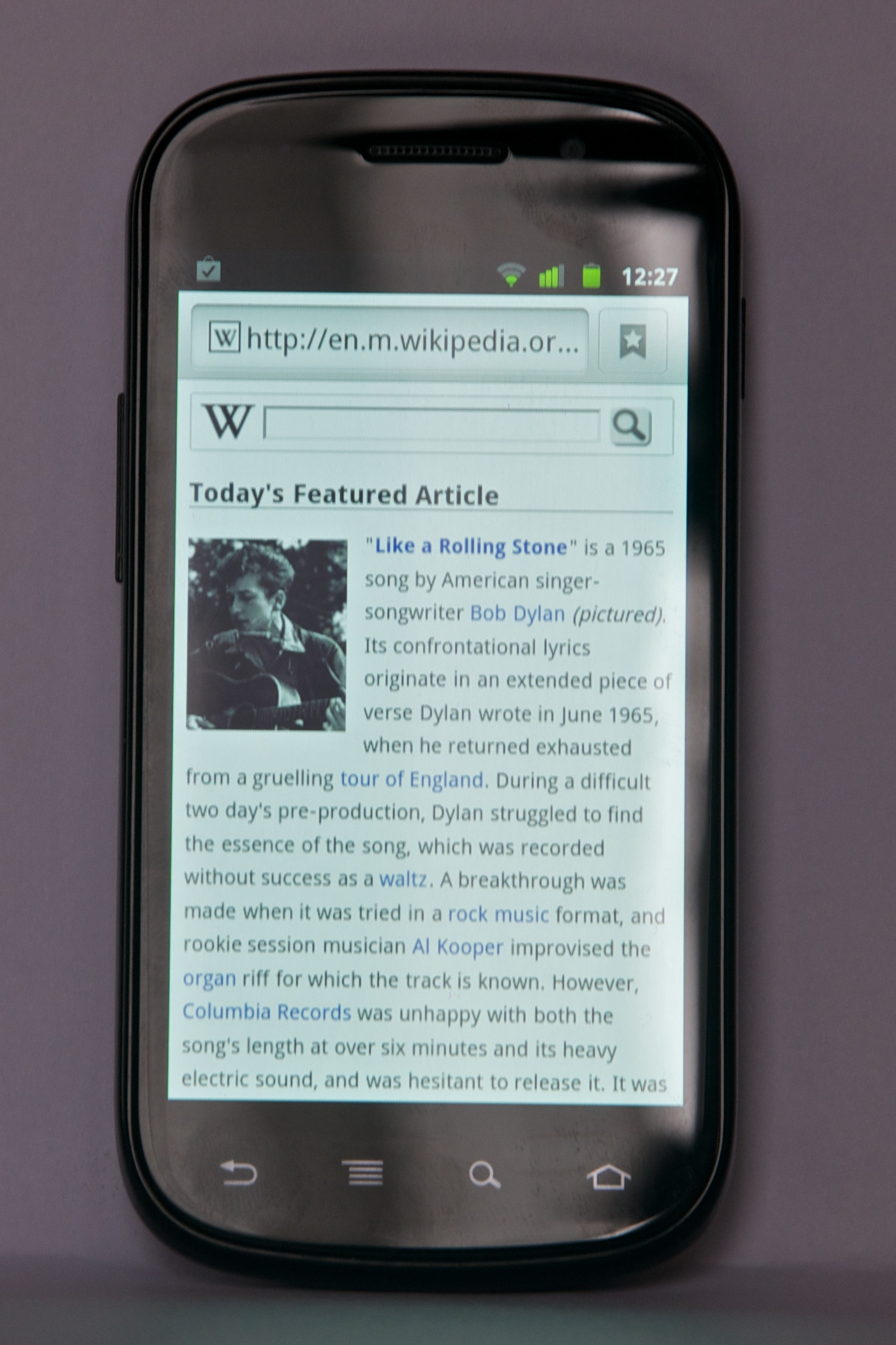
تلفن‌های هوشمند به افراد این امکان را می‌دهند که به‌طور مداوم با شبکه اجتماعی و حرفه‌ای خود در تماس باشند. این ممکن است منجر به بررسی وسواسی برای به‌روزرسانی‌های وضعیت و پیام‌ها، از ترس جا ماندن شود.

ترسِ از جا ماندن (به انگلیسی: Fear of missing out) یا فومو (FOMO) حسی است مربوط به این‌که فرد خود را جامانده از گروه دوستان یا آشنایانی ببینند، که در نظر او در حال انجام فعالیت‌های جالب و لذت‌بخش هستند.
در این حس، فرد به این می‌اندیشد که دیگران ممکن است تجربه‌های پرارزشی داشته باشند که فرد از آن‌ها جا مانده و غایب است. مشخصه این اضطراب اجتماعی با «تمایل به متصل ماندن با آنچه دیگران انجام می‌دهند» است. FOMO همچنین به عنوان ترس از پشیمانی تعریف شده است، که ممکن است منجر به نگرانی وسواسی شود که فرد ممکن است فرصتی برای تعامل اجتماعی، یک تجربه جدید، یک سرمایه‌گذاری سودآور یا سایر رویدادهای رضایت بخش را از دست دهد. به‌عبارت دیگر، FOMO ترسی دائمی از گرفتن تصمیمی نادرست در جهت چگونه وقت گذراندن است، زیرا فرد تصور می‌کند «همیشه تصمیم و نتیجه‌ای بهتر از این وجود دارد».